# Tokyo Express
Con l'espressione Tokyo Express, coniata dai marines statunitensi durante la campagna di Guadalcanal (agosto 1942-febbraio 1943), venivano indicati i viaggi notturni che i sommergibili e soprattutto cacciatorpediniere giapponesi compivano per trasportare truppe, rifornimenti e munizioni sull'isola, o per bombardare con rapide azioni anche diurne l'aeroporto "Henderson Field": la snervante regolarità di simili operazioni fece nascere tra i soldati a terra l'ironica similitudine con la puntualità dei servizi ferroviari. L'impiego di naviglio da guerra da parte giapponese era dettato dalla pericolosità dell'aviazione statunitense, che avrebbe potuto affondare con facilità i lenti trasporti; invece i cacciatorpediniere erano molto più veloci e armati dei mercantili, quindi potevano coprire la distanza tra Rabaul e Guadalcanal in una sola notte. Gli Alleati non fecero, comunque, affidamento soltanto sull'aeronautica per fermare i movimenti nipponici e inviarono nel settore quote importanti della United States Navy e della Royal Australian Navy: tra agosto e dicembre 1942 scoppiarono diverse battaglie nelle acque intorno Guadalcanal, alcune particolarmente cruente e segnate da gravi perdite.
Sospeso dopo l'evacuazione dell'isola nel febbraio 1943, il Tokyo Express fu riattivato a luglio durante la seconda fase della campagna delle isole Salomone con largo uso di chiatte motorizzate, vascelli ausiliari, navi di dislocamento ridotto e cacciatorpediniere. I movimenti giapponesi, in un primo tempo tesi a rafforzare le guarnigioni stabilite sulle numerose isole dell'arcipelago, servirono a evacuare truppe e mezzi a partire dalla metà di agosto. Anche in questo contesto non mancarono scontri navali, per lo più notturni, e numerose brevi scaramucce tra naviglio leggero. I giapponesi furono in grado di salvare la gran parte delle loro forze viaggiando di isola in isola e sfruttando le ore di buio, eludendo spesso la pur stretta sorveglianza degli statunitensi.
Il 1º novembre 1943 gli Stati Uniti attaccarono Bougainville, che divenne la principale preoccupazione per il Tokyo Express: dopo un fallito tentativo di controbattere gli sbarchi avversari, la marina inviò le sue navi a rifornire Buka, isola subito a nord di Bougainville: durante una missione di questo tipo un gruppo composto da cinque cacciatorpediniere fu intercettato sulla via del ritorno e perse tre unità, senza riuscire a infliggere alcuna perdita alla formazione statunitense. La sconfitta convinse i giapponesi a porre fine al Tokyo Express per risparmiare i preziosi cacciatorpediniere e i rifornimenti via mare alle guarnigioni saltate furono da allora effettuati con sommergibili o navi molto piccole.
Tra gli scontri più importanti:
- battaglia di Capo Speranza
- battaglia di Tassafaronga
- Operazione Ke
- battaglia dello Stretto di Blackett
- battaglia del Golfo di Kula
- battaglia di Kolombangara
- battaglia del Golfo di Vella
- battaglia di Horaniu
- battaglia navale di Vella Lavella
- battaglia di Capo San Giorgio